# ギア・パロマ
ギア・パロマ（Gia Paloma、 1984年6月27日 - ）は、アメリカ合衆国のポルノ女優。カリフォルニア州出身。

## 出演作品
- スピーシーズＸＸＸＸＸ　美しき寄生獣軍団